# الآراء الدينية لتوماس جفرسون
اختلفت الآراء الدينية لتوماس جفرسون (بالانجليزية: Religious views of Thomas Jefferson) إلى حد كبير عن المسيحية التقليدية التي سادت في عصره. طوال حياته، أبدى جفرسون اهتمامًا قويًا بعلم اللاهوت ودراسة العقائد الدينية والأخلاق. وجد جفرسون نفسه أكثر راحةً مع مذهب الربوبية وحركة التنوير والعقلانية التوحيدية والتوحيدية المسيحية. أعرب عن تعاطفه مع المبادئ الأخلاقية للمسيحية واتفق معها بشكل عام. كان يعتقد بأن خدمة يسوع تتضمن «أسمى وأكرم القواعد الأخلاقية التي قُدِّمَت للإنسان على الإطلاق»، ومع ذلك، فقد رأى أن تعاليم يسوع النقية قد استولى عليها بعض أتباع يسوع الأوائل، ما أدى إلى وضع كتاب مقدس يحتوي على «جوهر» الحكمة و «روث» الأجندات السياسية القديمة.
ركز جفرسون على أهمية «الاعتراف بالعناية الإلهية الملغاة والالتزام بها» (مثلما جاء في خطابه الافتتاحي الأول)، ثم في خطابه الافتتاحي الثاني، أظهر الحاجة إلى كسب «صالح ذلك الوجود الذي نقف بين يديه، والذي قاد آباءنا، كإسرائيل القديمة». ومع ذلك، نظم جفرسون، بالتعاون مع جيمس ماديسون، حملةً طويلة وناجحة ضد الدعم المالي الحكومي للكنائس في فرجينيا. صاغ جفرسون عبارة «جدار الفصل بين الكنيسة والدولة» في رسالته عام 1802 التي وجهها إلى معمدانية دانبري في ولاية كونيتيكت. خلال حملته الانتخابية الرئاسية عام 1800، اضطر جفرسون إلى التعامل مع النقاد الذين جادلوا بأنه من غير اللائق توليه المنصب بسبب عدم ارتياحهم لمعتقداته الدينية «غير القويمة».
استخدم جفرسون مقاطع معينة من العهد الجديد لتأليف كتابه حياة وأخلاق يسوع الناصري («كتاب جفرسون المقدس»)، والذي استبعد من خلاله أي من معجزات يسوع، في حين شدد على رسالته الأخلاقية. على الرغم من أنه غالبًا ما صرّح عن معارضته للعديد من ممارسات رجال الدين، إلى جانب العديد من المذاهب المسيحية الشعبية المحددة في عصره، إلا أنه قد أعرب مرارًا وتكرارًا عن إعجابه بيسوع كمعلم أخلاقي وأشار باستمرار إلى نفسه على أنه مسيحي طوال حياته (على الرغم من اتباعه نمط خاص من المسيحية). عارض جفرسون الكالفينية وال ثالوث وما وصفه بالعناصر الأفلاطونية في المسيحية. أبدى إعجابه بالعمل الديني لجوزيف بريستلي (عالم كيمياء ولاهوت إنجليزي انتقل إلى أمريكا). في رسائل خاصة، عبّر جفرسون أيضًا عن إعجابه بفلسفات معينة أخرى، بالإضافة إلى كونه مسيحيًا. وصف نفسه في هذه الرسائل بأنه «أبيقوري» (1819) و«مادي من القرن التاسع عشر» (1820) و«موحد باختياري» (1825) و«طائفة بحد ذاتي» (1819).

عندما استأنف جون آدامز وجفرسون مراسلاتهما بين عامي 1812 و 1826، كان الدين من بين الموضوعات التي نوقشت بينهما. بصفته ثمانينيًا، كتب جفرسون رأيه الديني على النحو التالي:
عندما ننظر إلى الكون في أجزائه العامة أو الخاصة، فمن المستحيل على العقل البشري ألا يدرك ويشعر بأصالة التصميم والمهارة البارعة والقوة غير المتناهية في كل ذرة من تكوينه. يكمن ذلك في حركة الأجسام السماوية في مسارها بشكل ثابت من خلال توازن قوى الطرد وقوى الجذب المركزيين. وبنية كوكبنا بحد ذاته وشكل الأراضي وتوزيعها والمياه والغلاف الجوي وأجسام الحيوانات والنباتات التي فُحِصَت إلى أصغر جزيئاتها، والحشرات التي هي مجرد ذرات من الحياة، لكنها في نفس الوقت منظمة بشكل متكامل تمامًا مثل الإنسان أو الماموث، والمواد المعدنية وكيفية استخراجها واستخداماتها. لذا فإنني أكرر قولي بأنه من المستحيل ألا يؤمن العقل البشري بوجود التصميم والسبب والنتيجة في كل ذلك، إلى حد غير نهائي، إلى جانب وجود خالق لكل الأشياء من المادة والحركة في ثباتها وتنظيمها، مع السماح لها بالوجود في أشكالها الحالية ومن ثم تحويلها في أشكال أخرى جديدة.

## الحضور إلى الكنيسة
نشأ جفرسون في كنيسة إنجلترا في الوقت الذي كانت فيه هي الكنيسة الراسخة في فرجينيا والطائفة الوحيدة الممولة من أموال الضرائب. قبل الثورة، اتخذت الأبرشيات دورها كوحدات من الحكومة المحلية وعمل جفرسون كعضو في مجلس الكنيسة، وهو منصب إداري غير ديني في أبرشيته المحلية. تطلبت مؤهلات المناصب على جميع مستوياتها - بما في ذلك  مجلس بورغيسيس الذي اُنْتُخِب جفرسون له في عام 1769 - الانتماء إلى دين الدولة الحالي والالتزام بعدم التصريح عن أي معارضة وعدم القيام بأي فعل لا يتوافق مع عقيدة الكنيسة. وصفه أصدقائه بأنه رجل دين، إذ قدم المساهمة المالية للكنيسة الأنجليكانية التي كان يحضرها بانتظام.
بعد الثورة، تعطلت أعمال كنيسة إنجلترا في أمريكا. أعيد تنظيمها باسم الكنيسة الأسقفية في أمريكا. كتبت  مارغريت بايارد سميث ، التي كان زوجها صديقًا مقربًا لجفرسون، أنه خلال الشتاء الأول من الرئاسة «كان جفرسون يحضر الخدمة بانتظام في كل يوم أحد» في كنيسة أسقفية صغيرة، وذلك احترامًا لطقوس العبادة العامة. كانت هذه الكنيسة الوحيدة الموجودة في المدينة الجديدة، باستثناء كنيسة كاثوليكية صغيرة أخرى. في غضون عام من تنصيبه، بدأ جفرسون في حضور قداس الكنيسة في مجلس النواب، وهو طقس لم يكن قيد الممارسة عندما كان نائبًا للرئيس، وتضمن دعاة من كل طائفة وفئة مسيحية.
سجل  هنري إس. راندال ، كاتب السيرة الوحيد المسموح له بمقابلة عائلة جفرسون، أن جفرسون قد «حضر الكنيسة بنفس القدر من الانتظام مثل معظم أعضاء المجلس - وأحيانًا كان يذهب بمفرده على ظهر حصان في حين تبقى عائلته في المنزل»، إلى جانب أنه «ساهم بحرية في إقامة الكنائس المسيحية وقدم المال لمجتمعات الكتاب المقدس وغيرها من الممارسات الدينية، إذ كان مساهمًا ليبراليًا منتظمًا في دعم رجال الدين. تُظهر بعض من رسائله المتبقية بأنه قد شجع، بنبرة محترمة، على قبول مساهمات إضافية وغير مرغوب فيها من راعي أبرشيته في مناسبات تتحمل نفقات إضافية مثل بناء منزل.
في السنوات اللاحقة، رفض جفرسون تقديم خدماته في أن يكون عرابًا للأطفال الذين يُعَمَّدُون لأنه لم يكن يؤمن بال جزمية والثالوث. على الرغم من شهادة حضور جفرسون للكنيسة، إلا أنه لا يوجد دليل على أنه تم التصديق عليه كرجل دين أو تنصيبه بين جماعة المؤمنين التي تحتفل بال أفخارستيا.